# Anna Maria Perez de Taglé

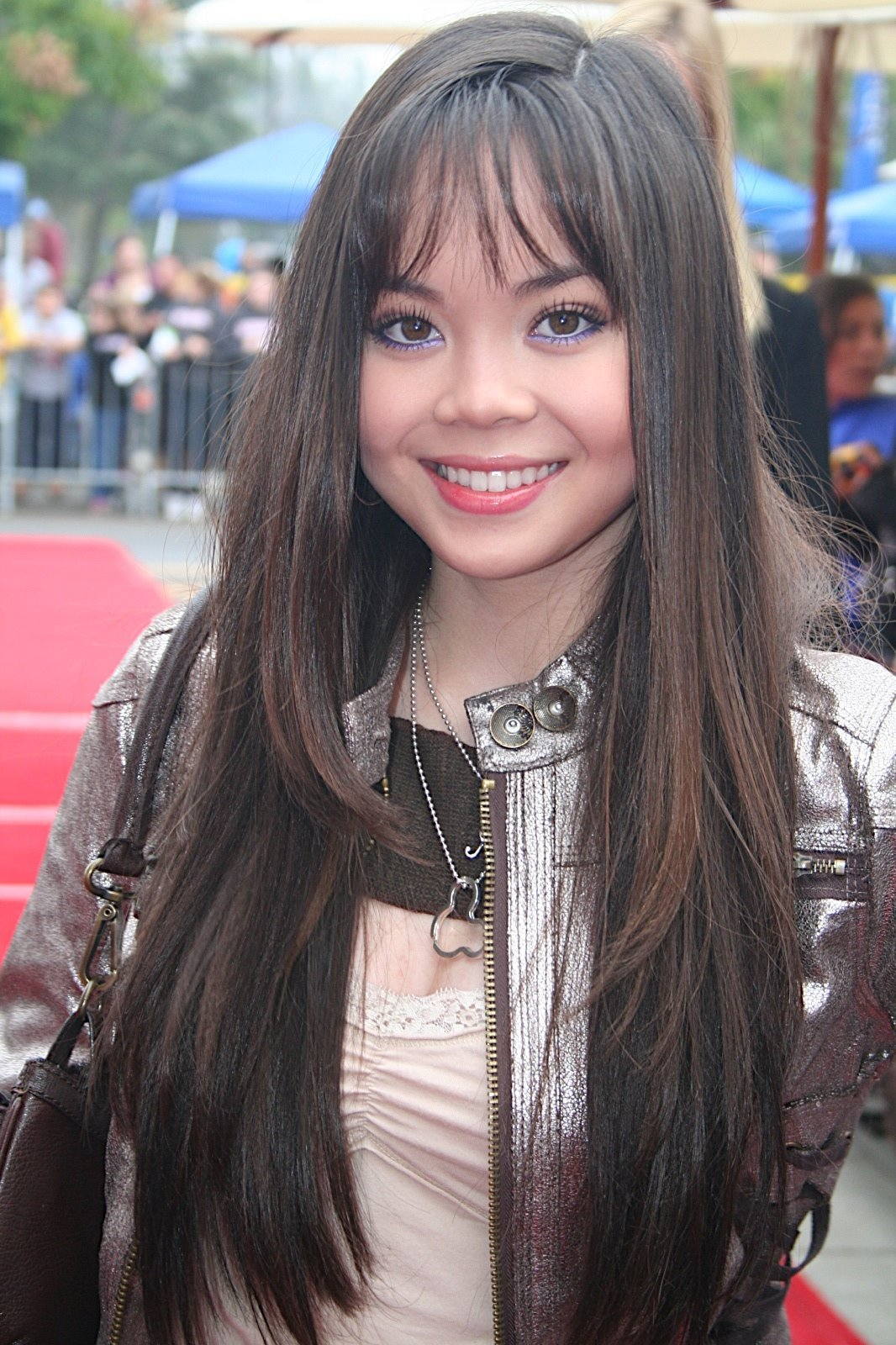
Anna Maria Perez de Tagle (2008)

Anna Maria Francesca Enriquez Perez de Taglé-Kline (* 23. Dezember 1990 in San Francisco, Kalifornien) ist eine US-amerikanische Schauspielerin, Model und Sängerin. Sie ist bekannt für ihre Rolle als Ashley Dewitt aus Hannah Montana und Ella aus Camp Rock oder aus Cake.

## Leben
Anna Maria Francesca Enriquez Perez de Taglé wurde in San Francisco geboren. Sie ist katholisch und besuchte die Piemont Hills High School. Nachdem sie das Hochschulstudium an der St. Justin gemacht hatte, ist sie mit ihrer Familie nach Süd-Kalifornien gezogen, da sie die Rolle der Ashley Dewitt in der Disney-Channel-Original-Serie Hannah Montana und die Rolle der Ella in dem Disney Channel Original Movie Camp Rock bekam. Sie ist die Enkelin der philippinischen Sängerin Sylvia La Torre.
Am 29. Juni 2019 heiratete sie Scott Kline Jr, mit dem sie seit dem 10. Juni 2021 eine gemeinsame Tochter hat.

## Karriere
Perez de Taglé konkurrierte 2003 bei Star Search 2, sie sang das Lied „Somewhere“ aus dem Film West Side Story. Des Weiteren hatte sie eine rein darstellerische Rolle in dem Film Bee Season. Perez de Taglé arbeitet an ihrem ersten Album, welches den Titel „Listen… It’s a Miracle“ tragen wird.

## Filmografie (Auswahl)
- 2005: Bee Season
- 2006: Cake (13 Folgen)
- 2006–2010: Hannah Montana (18 Folgen)
- 2006: Higglystadt Helden (Higglytown Heroes, Folge 3x16 Spell It Safe)
- 2007: Just Jordan (Folge 2x06 Slippery When Wet)
- 2008: Camp Rock (Fernsehfilm)
- 2009: Fame
- 2010: Camp Rock 2: The Final Jam (Fernsehfilm)
- 2013: Baby Daddy (Folge 2x05 The Slump)
- 2018: Charmed  (Folge 1x08 Bug a Boo)
- 2020: The Message